# Vangunu
Vangunu è un'isola che fa parte dell'arcipelago della Nuova Georgia nelle Isole Salomone. Nella parte nord dell'isola si trova la laguna di Marovo, una tra le più grandi lagune del mondo.